# 啟田商場

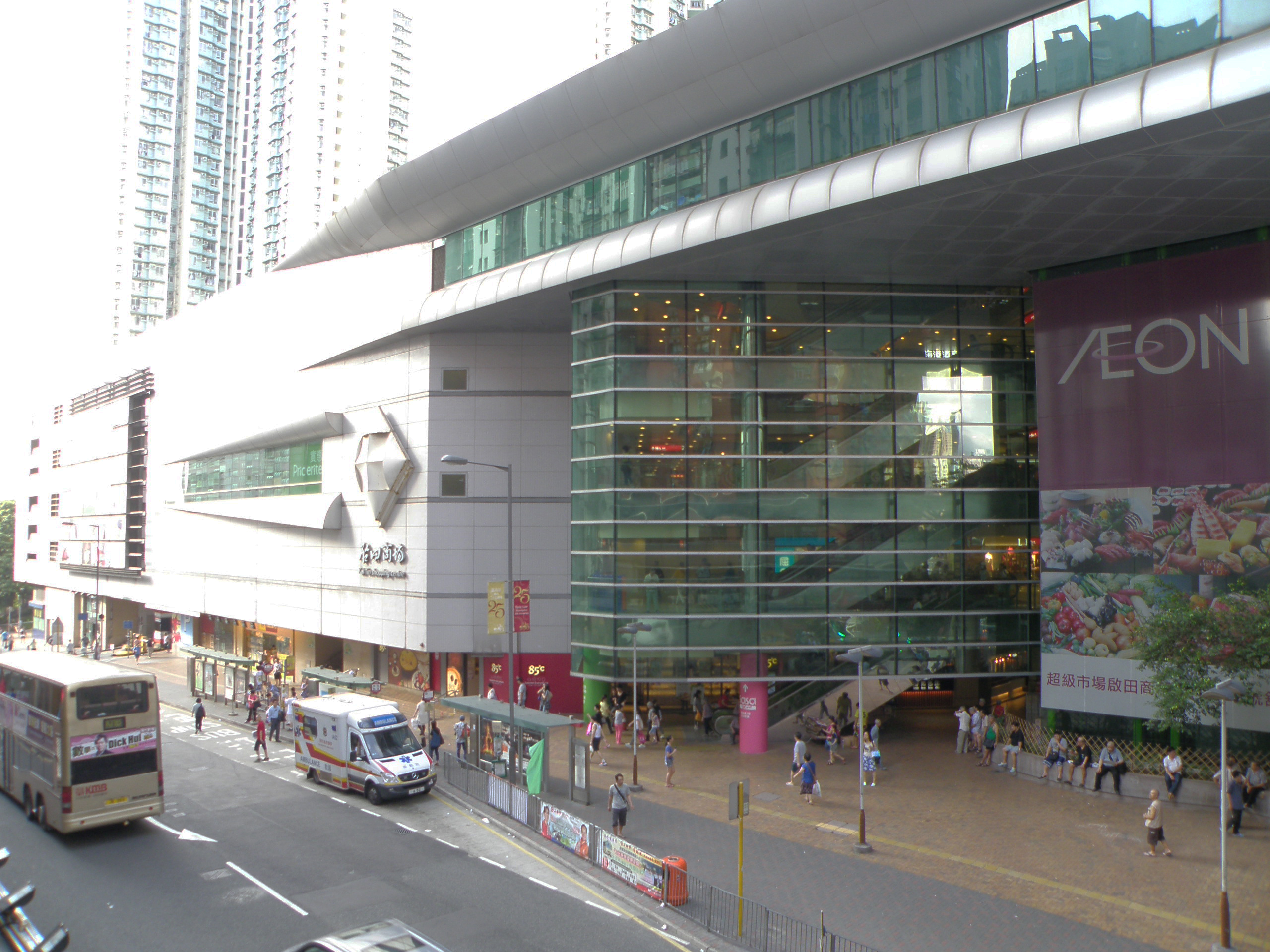
啟田商場舊翼外觀（翻新前）（2015年）

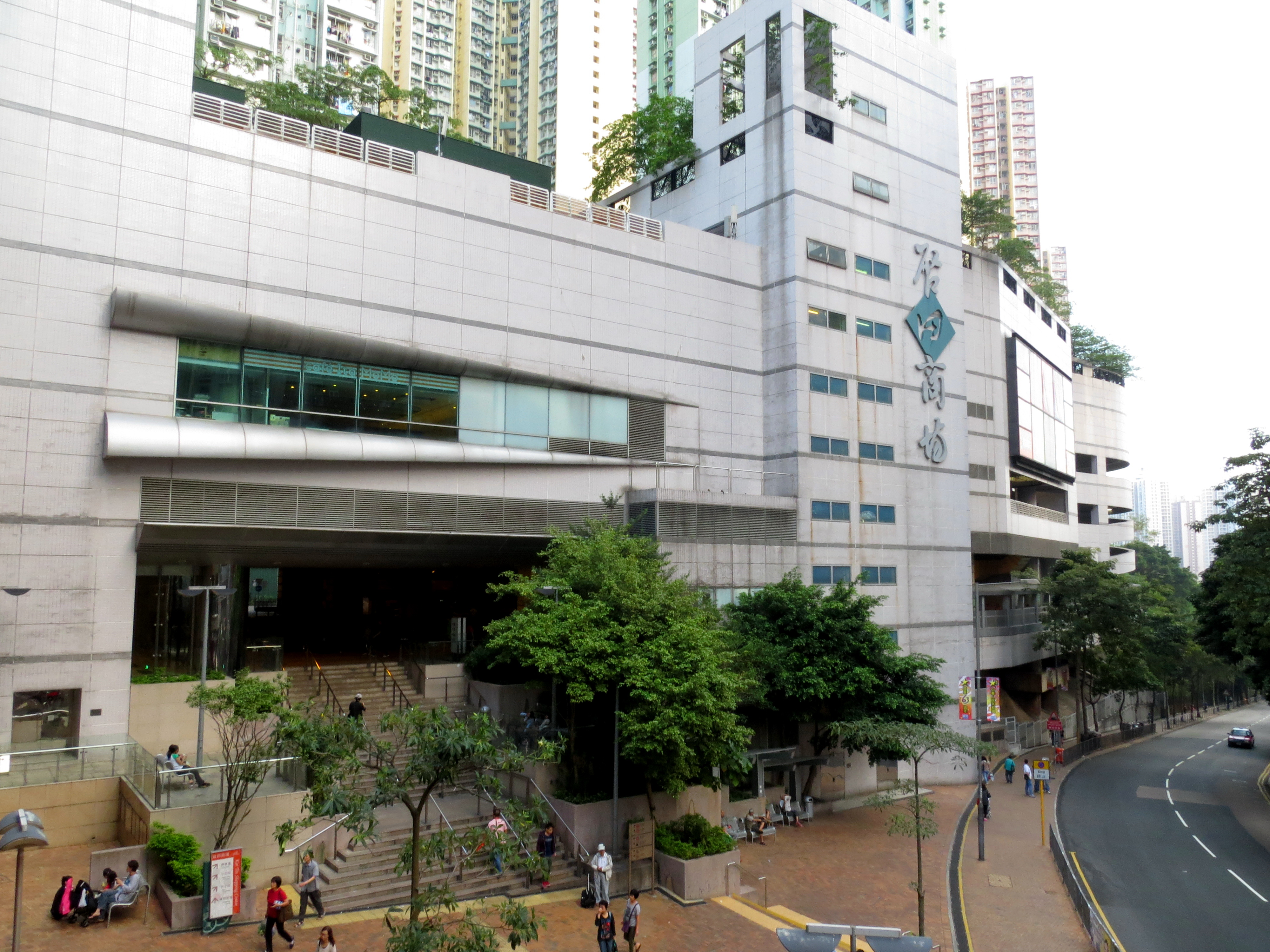
啟田商場新翼外觀（翻新前）（2012年）

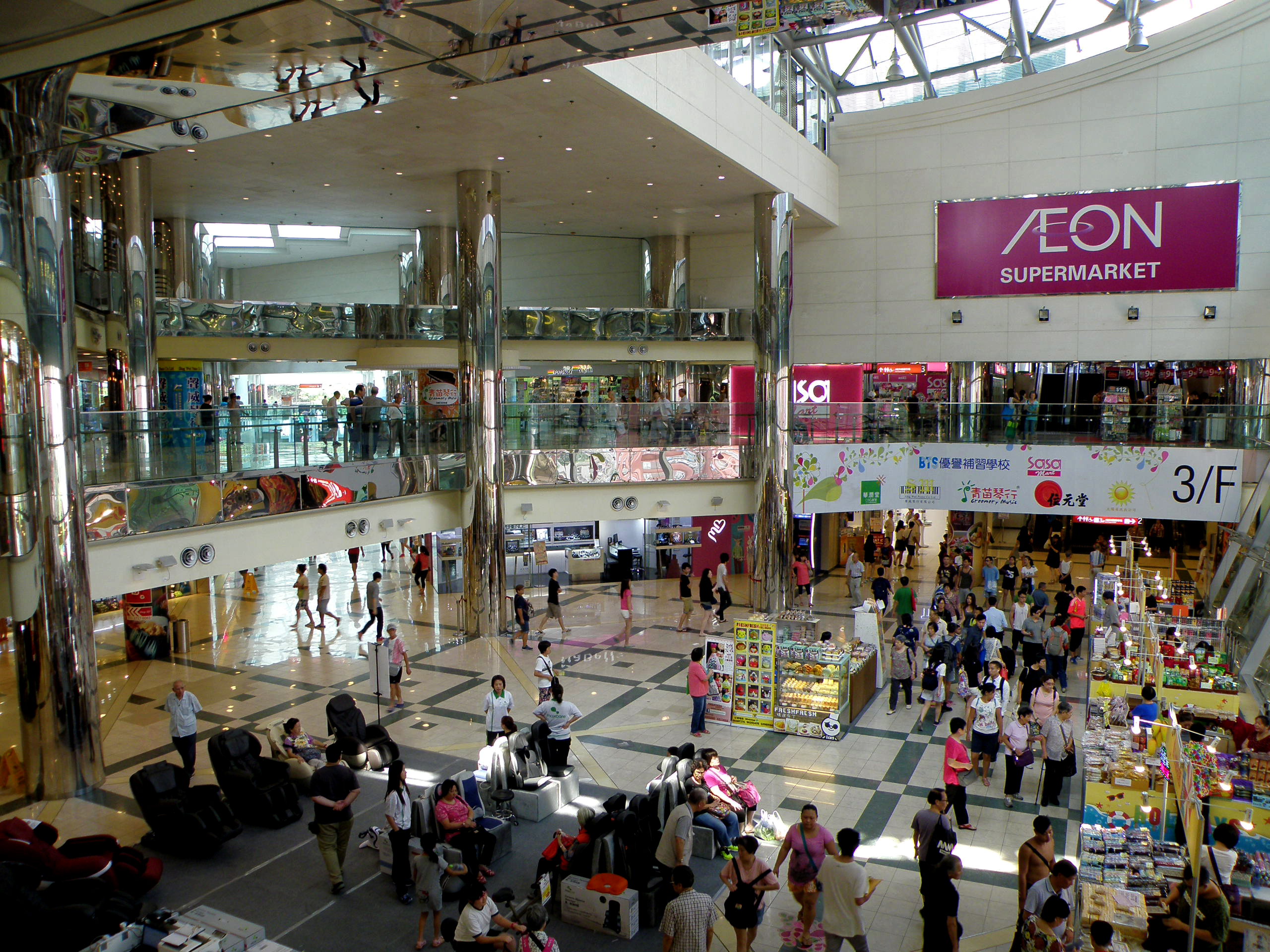
2015年啟田商場舊翼內貌（翻新前），右方吉之島（JUSCO）超市已易名為永旺（AEON）超市；及後永旺（AEON）超市已結業

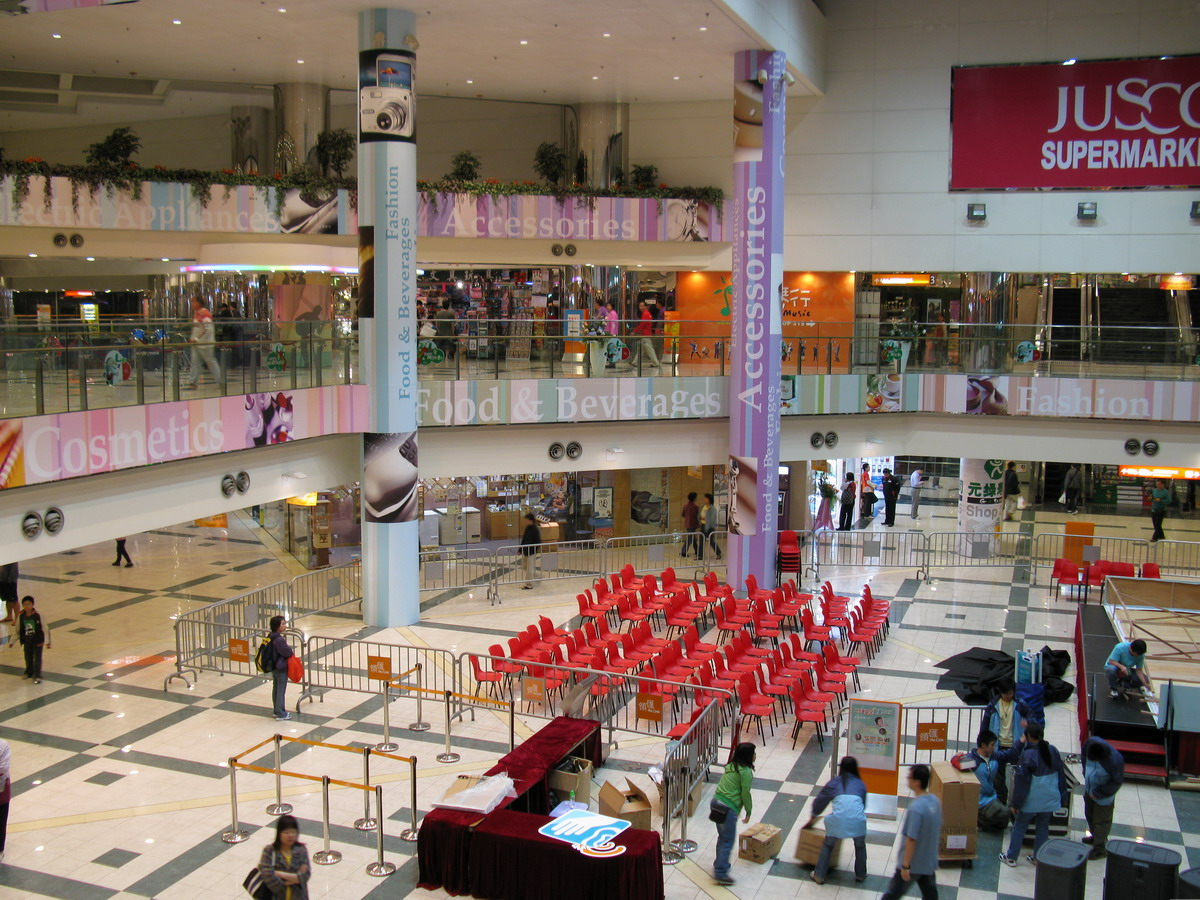
2007年啟田商場舊翼內貌（翻新前），右方為易名前的吉之島超市海報

啟田商場（英語：Kai Tin Shopping Centre）是一座位於位於香港九龍東部藍田啟田道50號的大型購物商場，毗鄰港鐵藍田站，為區內市民提供購物及消閒設施。
商場於1990年代中始建，全部工程於2004年竣工；總面積有20,760平方米（約223,459平方呎），現時由領展管理，同時為領展的「匯坊」重點商場。

## 歷史
商場前身為藍田邨第10至15座。房委會在1990年代開始重建舊藍田邨，並興建為今天的啟田邨及啟田商場。

## 簡介

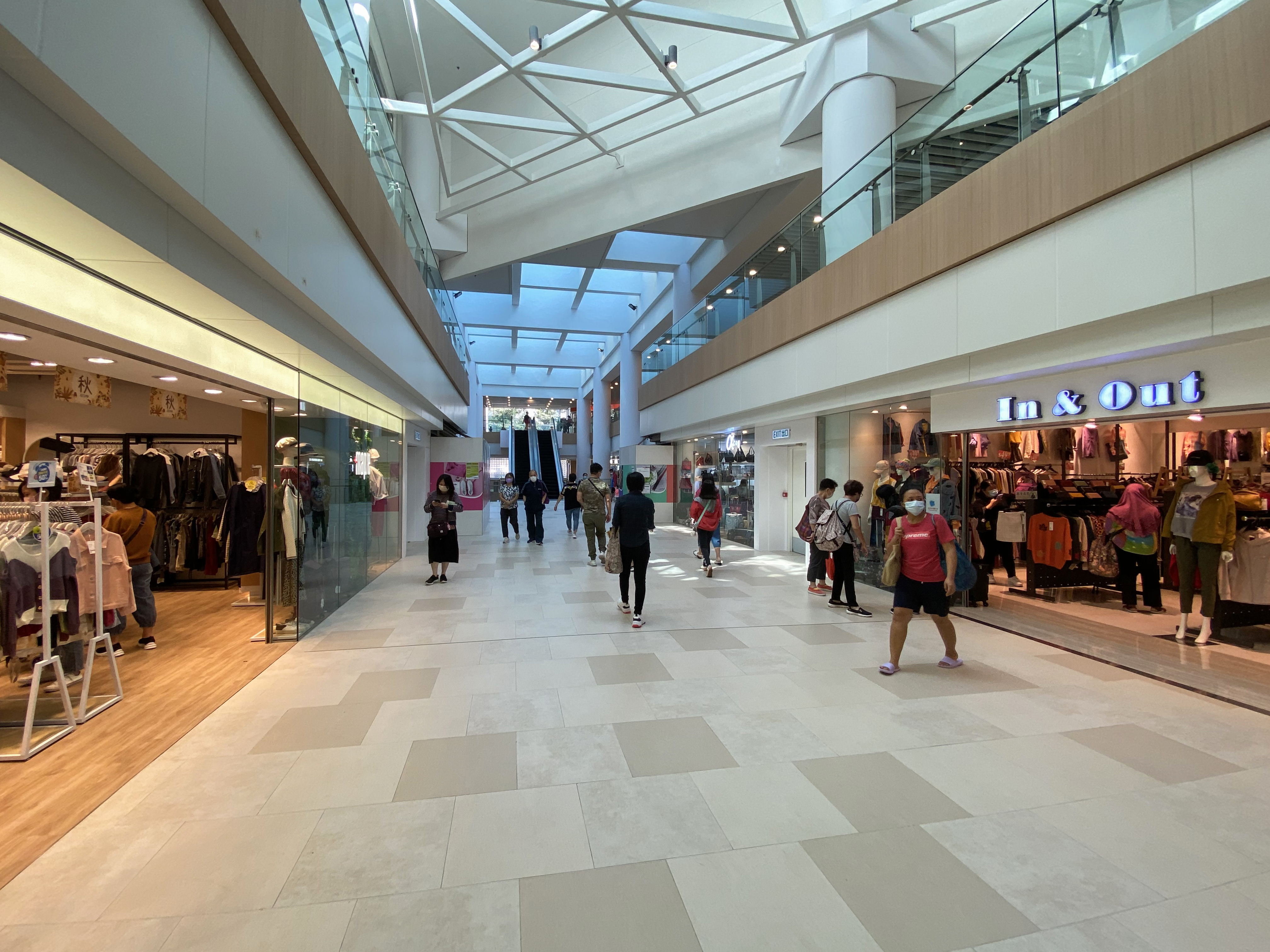
啟田商場舊翼的副中庭（翻新後）

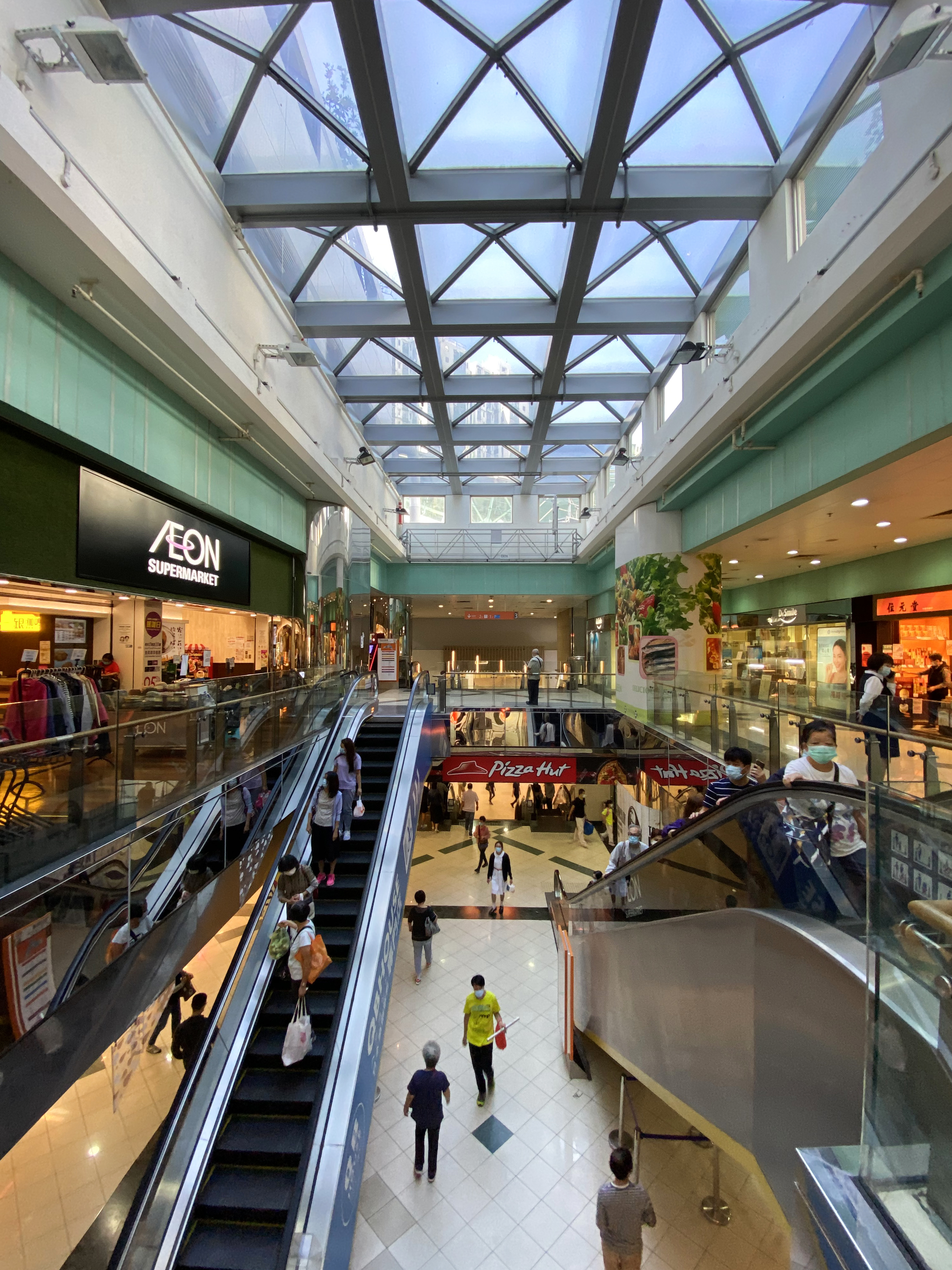
啟田商場新翼中庭

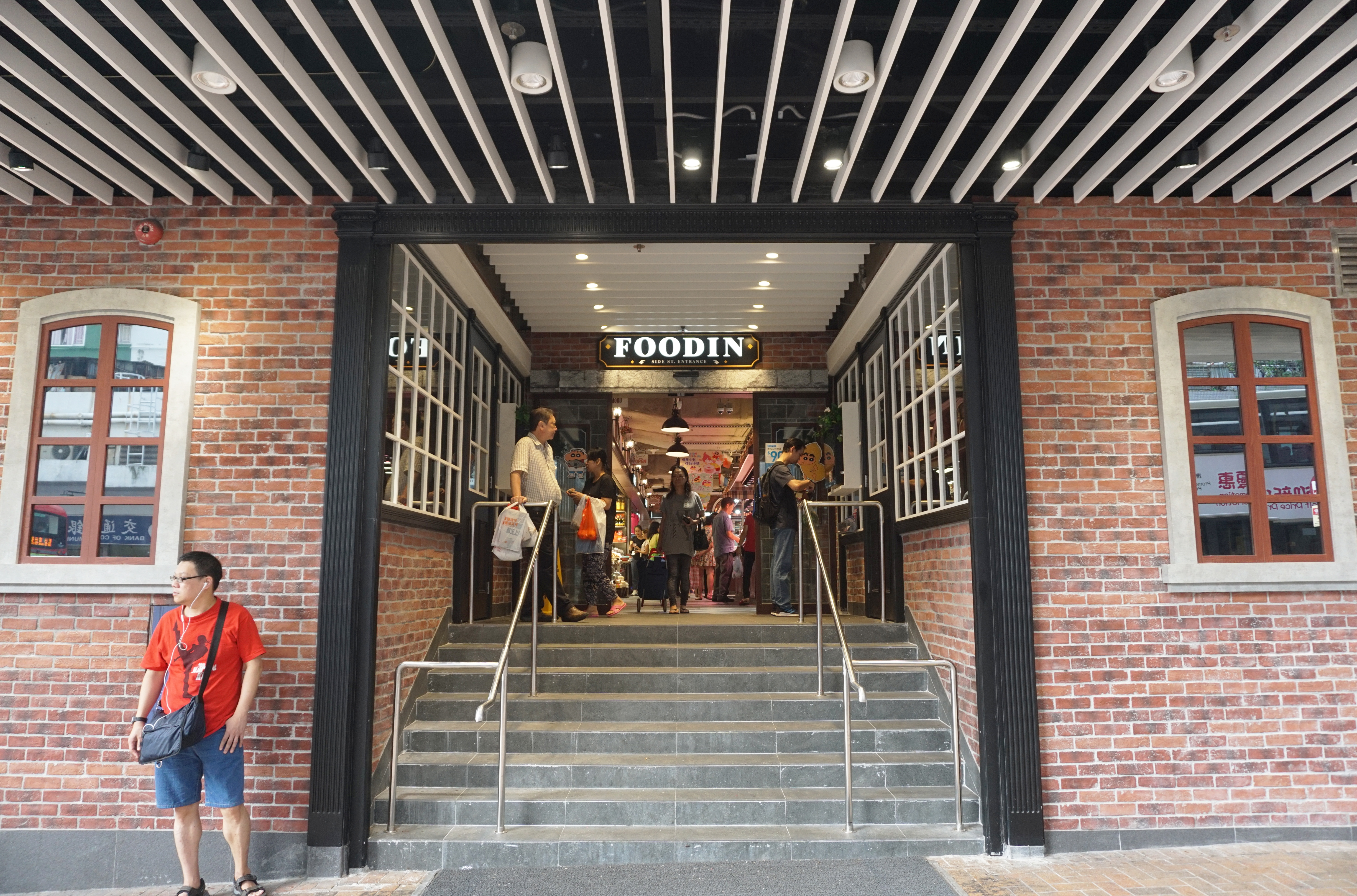
啟田市場入口（位於商場舊翼）

商場分為兩翼，同樣位於啟田道50號。

### 舊翼
舊翼連多層停車場於由房委會於1990年代設計及動工，到1998年中落成及開幕，1999年初竣工。商場樓高5層（不包括天台；多層停車場則樓高七層、不含天台），總面積達一萬多平方米，設各種零售商店、銀行、大型超級市場、便利店、餅店、酒樓、食肆等。地下設有一個面積逾1200平方米的整體出租街市－啟田市場，供應各類乾濕貨品。
值得注意是最初並沒有新舊之分，當新翼竣工後才返稱此部份為「舊翼」。

### 新翼
啟田商場新翼，簡稱新翼，是啟田商場舊翼的擴展部分；原本擬於2001年落成，不過最後延到2003年落成。樓高5層（不包括1樓），總面積同樣達一萬多平方米，設有各種零售服務、食肆、書店等商舖，同時設有平田公共運輸交匯處與樓高三層的停車場。值得一提，原本設有大型超級市場永旺（AEON），唯於2022年3月27日結業；現時該位置已分拆成多間商店。
上蓋為香港房屋委員會轄下的公共屋邨——安田邨。

### 相關網頁
房委會分別於1997年和2003年為舊翼與新翼架設網頁、介紹商場資料（譬如結構、商店類型、平面圖等），供租戶參考之用，可惜大部份圖片等因年代久遠及沒有完整存檔而已經佚失（詳見相關連結）。

## 建築資料與設計

### 商場樓層分布圖

#### 舊翼（多層停車場）
| 樓層名稱    | 用途                     | 通往毗鄰地方                     |
| 六樓（6/F） | 停車場                   | /                                |
| 五樓（5/F） | 停車場                   | /                                |
| 四樓（4/F） | 停車場                   | 通道通往商場舊翼三樓             |
| 三樓（3/F） | 停車場                   | 通道通往商場舊翼三樓             |
| 二樓（2/F） | 停車場                   | 通道通往商場舊翼一樓             |
| 一樓（1/F） | 停車場                   | 通道通往商場舊翼一樓             |
| 地下（G/F） | 貨車停車場、投注站、餐廳 | 商場舊翼、啟田邨、啟田道、藍田站 |

#### 舊翼
| 樓層名稱    | 用途                                     | 通往毗鄰地方                   |
| 四樓（4/F） | 酒樓、診所、商場管理處、平台花園         | /                              |
| 三樓（3/F） | 零售商店、餐廳、家具店                   | 舊翼多層停車場                 |
| 二樓（2/F） | 零售商店、餐廳、中庭展銷／多用途場地     | 天橋往啟田道、滙景廣場、藍田站 |
| 一樓（1/F） | 零售商店、超級市場、郵局、樓梯往啟田市場 | 舊翼多層停車場、藍田邨         |
| 一樓（1/F） | 零售商店、超級市場、郵局、樓梯往啟田市場 | 天橋往啟田道、滙景廣場、藍田站 |
| 地下（G/F） | 啟田市場、餐廳、便利店、往啟田道等       | 啟田邨、啟田道、藍田站         |

#### 新翼（包括停車場）
| 樓層名稱                        | 用途                                                       | 通往毗鄰地方                                                                       |
| 平台（P/F）                     | 安田邨平台、商場機房設備                                   | 安田邨安健樓、安麗樓                                                               |
| 四樓（4/F）                     | 機電層（不對外開放）                                       | ／                                                                                 |
| 三樓上層（U3/F）／ 第三層（L3） | 零售商店、停車場                                           | 互相通往商場舊翼三樓／新翼三樓上層                                                 |
| 三樓（3/F）                     | 零售商店、展銷場地                                         | 互相通往商場舊翼三樓／新翼三樓上層                                                 |
| 二樓上層（U2/F）／ 第二層（L2） | 零售商店、便利店、餐廳、書店、停車場                       | 互相通往商場舊翼二樓／新翼二樓上層、往平田邨的天橋                                 |
| 二樓（2/F）                     | 零售商店                                                   | 互相通往商場舊翼二樓／新翼二樓上層；位於二樓的扶手電梯往平田公共運輸交匯處／啟田道 |
| 地下（G/F）                     | 商場門口、平田公共運輸交匯處、貨車停車場                   | 往啟田道、安田街、平田商場                                                         |
| 低層地下（LG/F）                | 商場門口、自助提取郵件或貨物櫃、空間（設有樓梯可通往地下） | 往啟田道、藍田站                                                                   |

1. ↑  
由於平田公共運輸交匯處樓底佔兩層，因此商場新翼並不設一樓（1/F）。

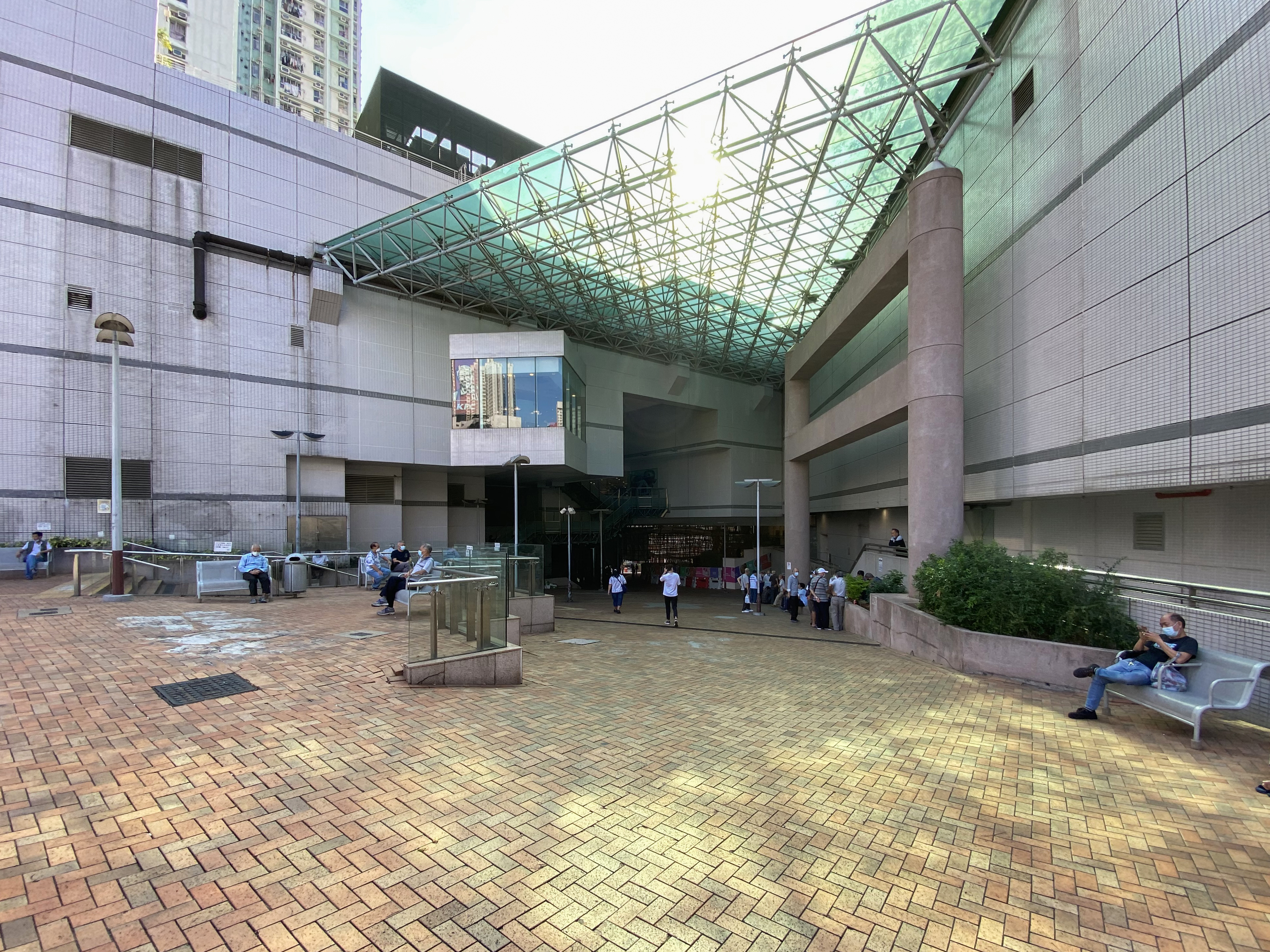
從安田街觀望商場外觀，橫跨新舊翼的天窗懸桁架；新翼（左邊）上蓋為安田邨
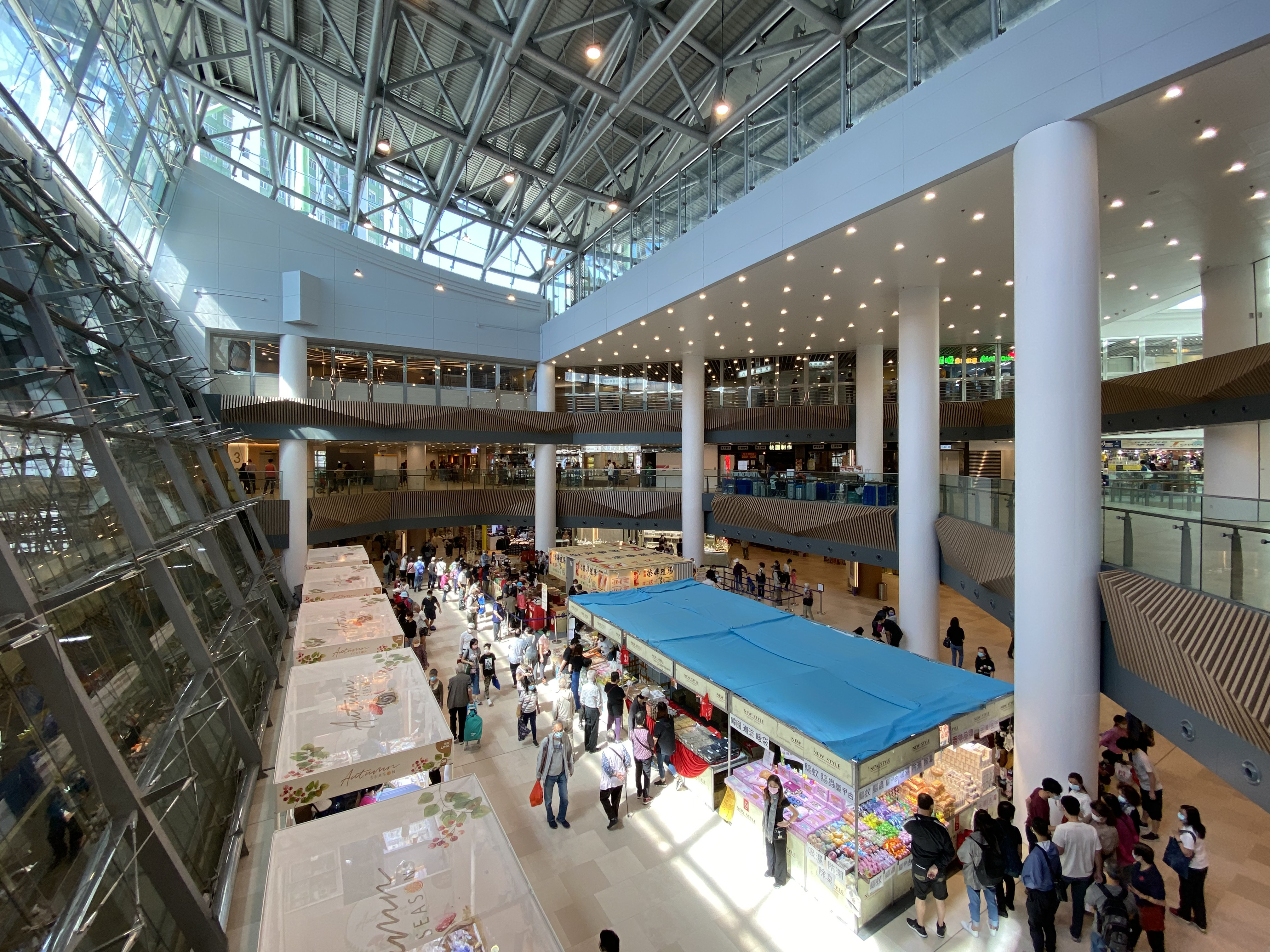
啟田商場翻新後的中庭（2020年）

### 舊翼

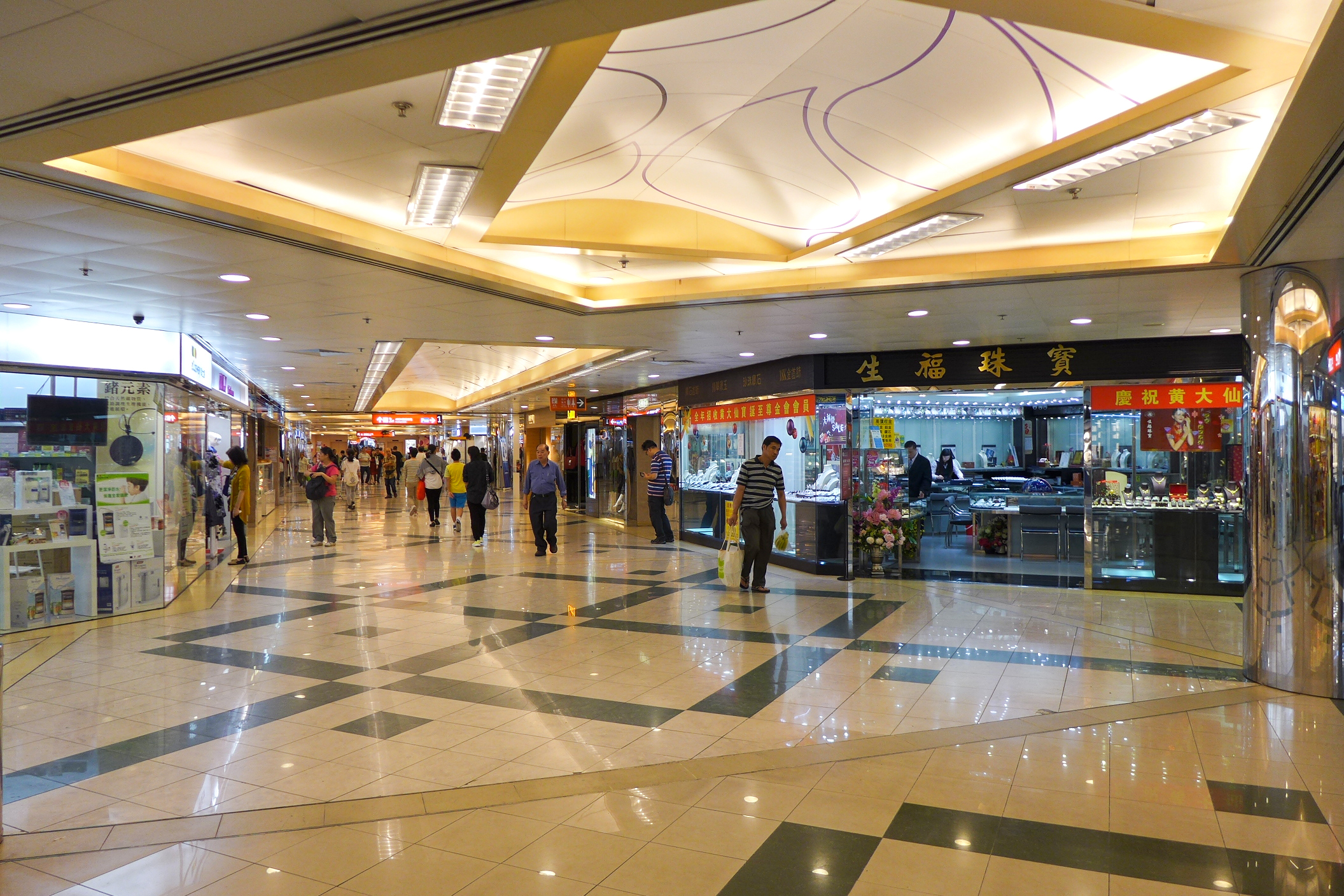
1樓有較寬敞的行人與購物通道（攝於2015年翻新前）

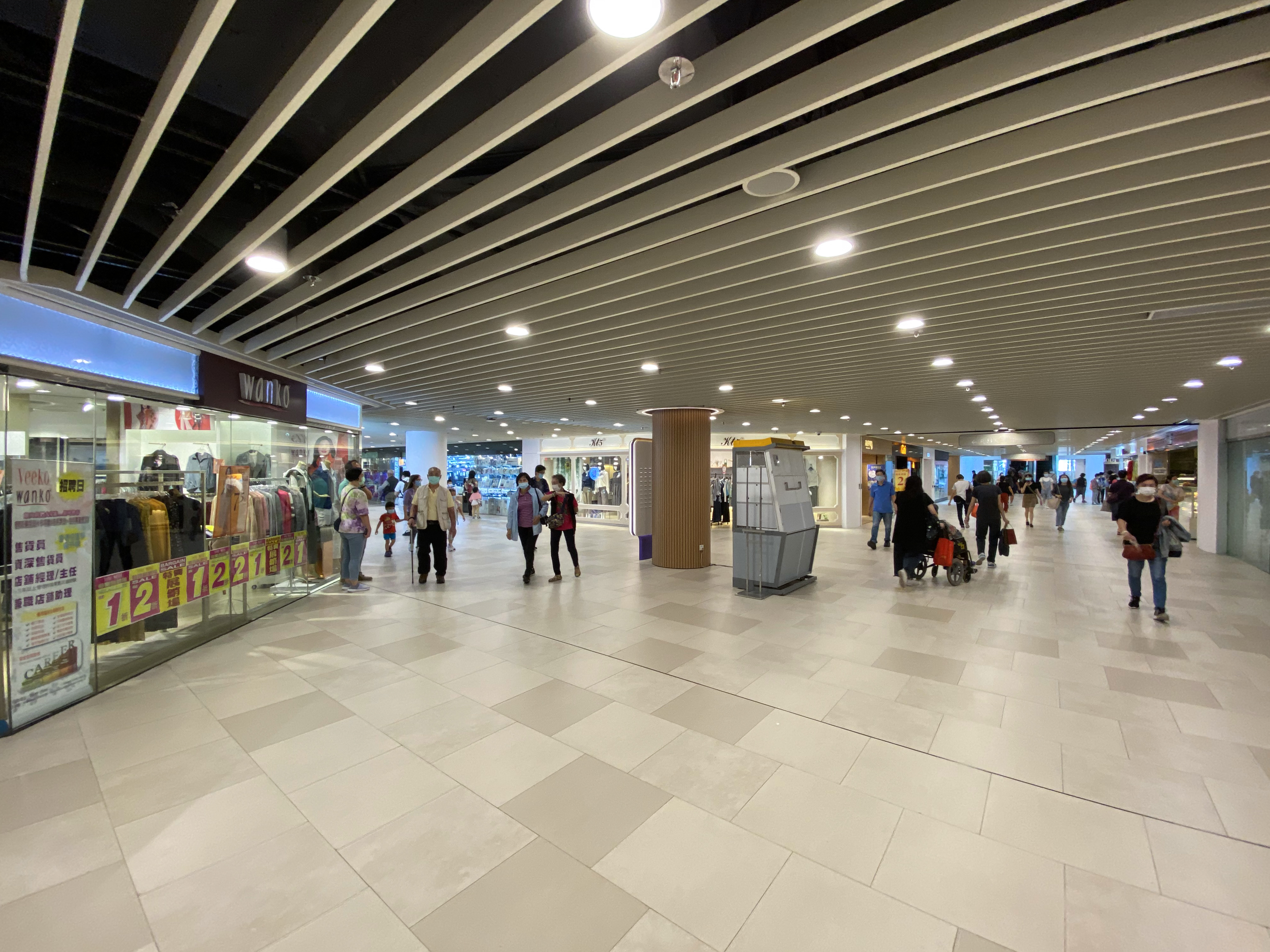
翻新後的1樓（2020年11月）

啟田商場舊翼於1998年中落成，耗資近3億元興建，於2001年4月榮獲香港工程師學會結構分部頒發的「卓越結構大獎2001」獎項。
舊翼二樓設有兩個中庭，並設有兩對扶手電梯，可以通往商場各層；而一樓部份則為行人與購物通道。建築師使用了大量透光玻璃建築、金屬外框、採光式中庭（以傾斜玻璃裝嵌成幕牆、以作透光）等設計元素，以便將天然光照進商場室內。另外，由於四樓的餐廳是向外凸出，所以其下層其實是呈中空狀態，換言之下方就是商場外的地下行人路與商場入口，形成獨特的外觀。

#### 觀光升降機
商場設有2部公共屋邨商場較罕見的觀光升降機，機內景觀可以望向啟田道。亦為全香港首批公共屋邨商場內安裝觀光升降機的商場（同一批商場為尚德廣場、以及慈雲山中心等，不過這些商場的觀光升降機是完全安裝於室內）。

#### 啟田市場

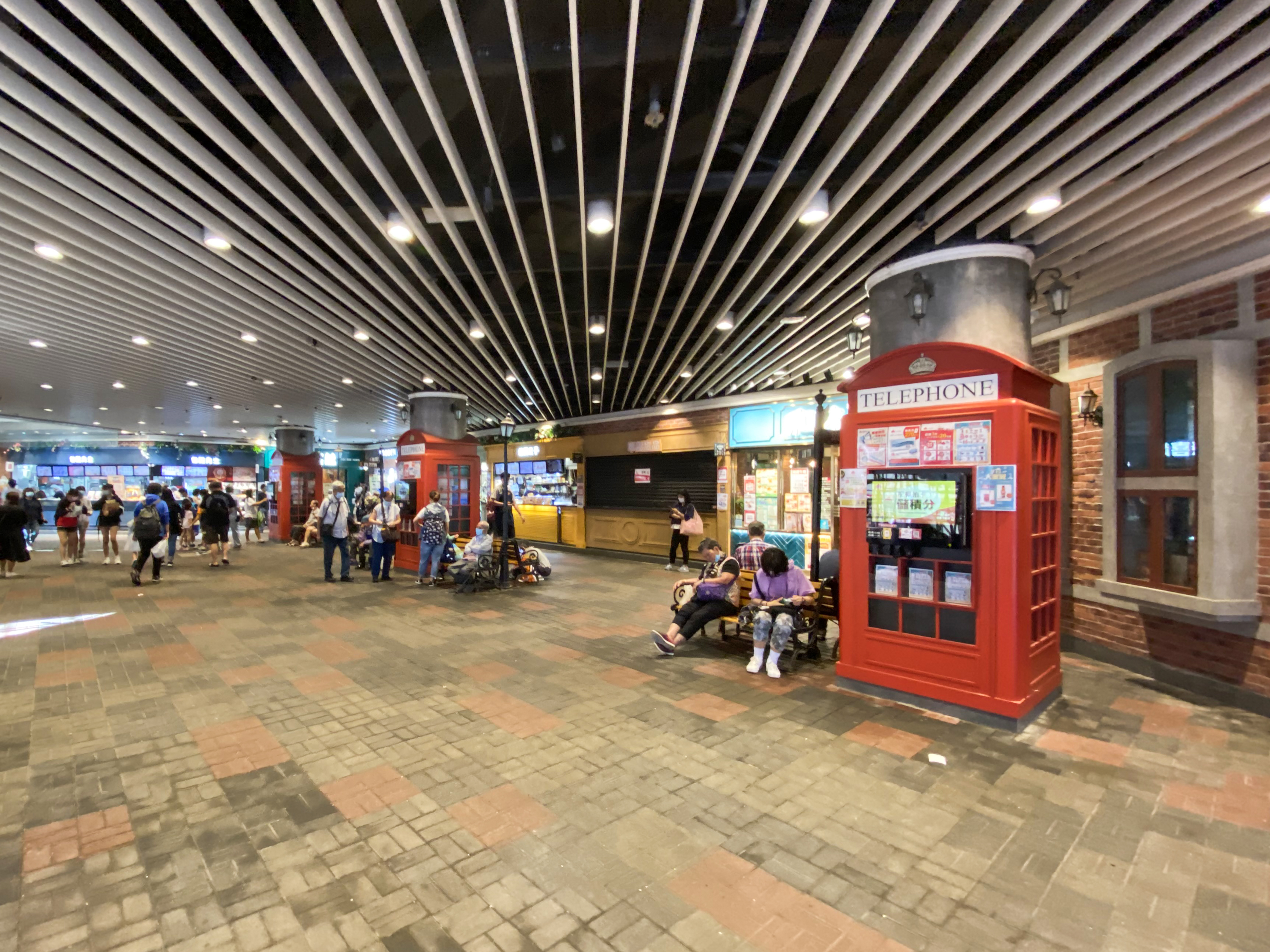
啟田市場外設小食店和模仿英國的電話亭，不過不能使用

商場街市隨商場落成而於1998年啟用；於2018年初進行翻新，同年7月16日重開，翻新後此街市改稱為啟田市場（英語：FOODIN），由建華集團管理，是其中一個以「香港街市」品牌營業的街市。

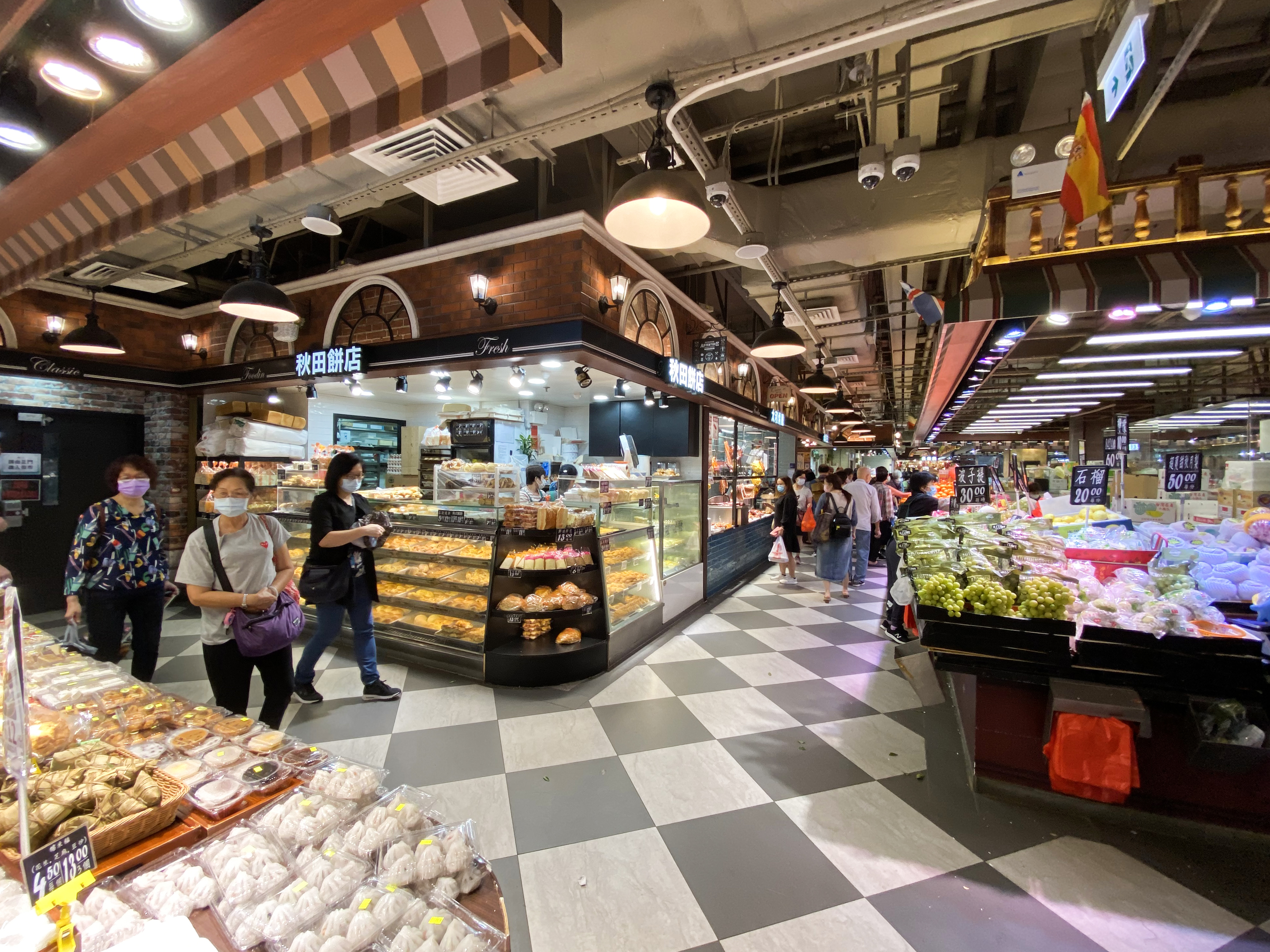
麵包店和水果檔
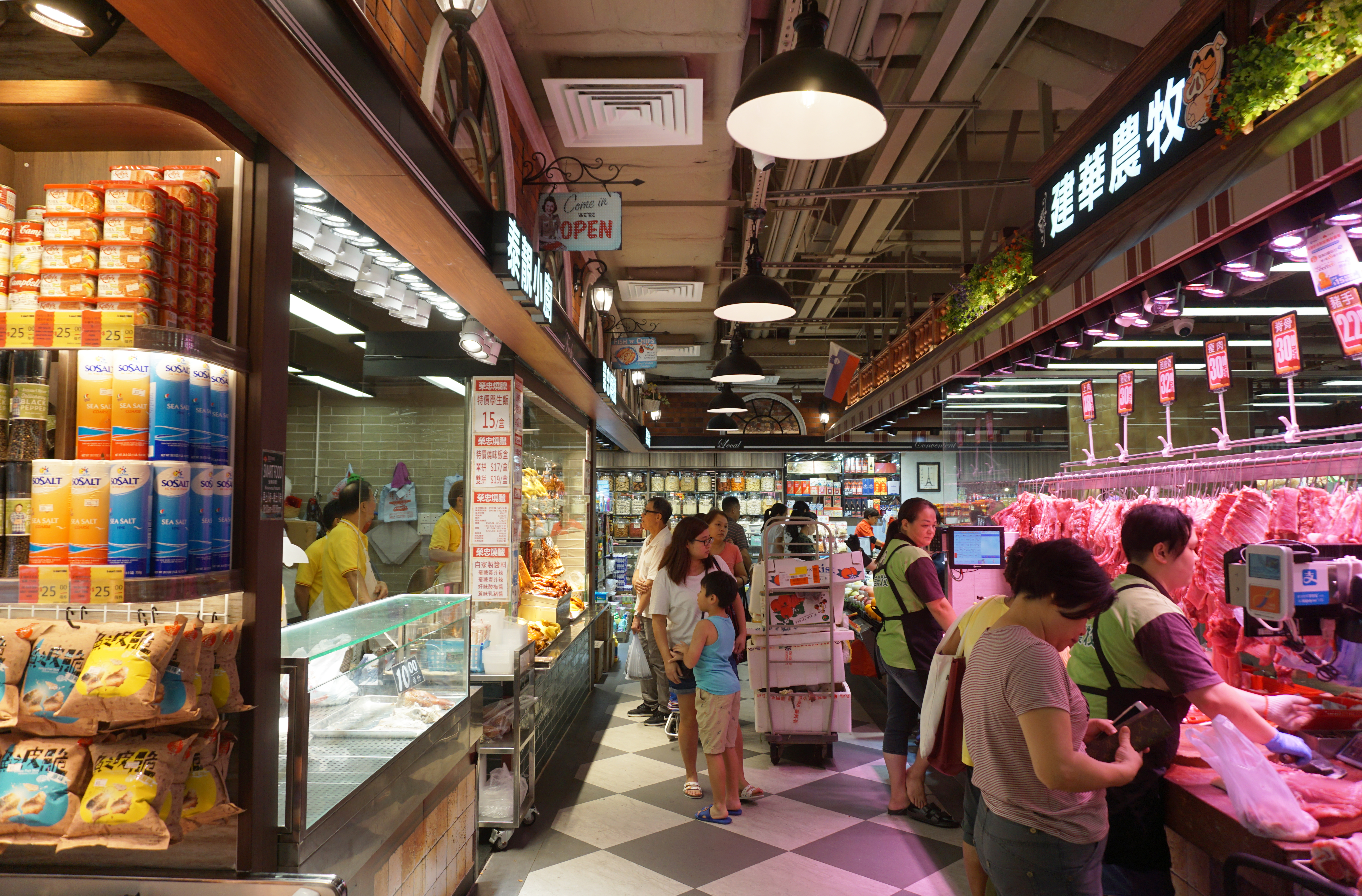
燒味檔、藥房及鮮肉檔
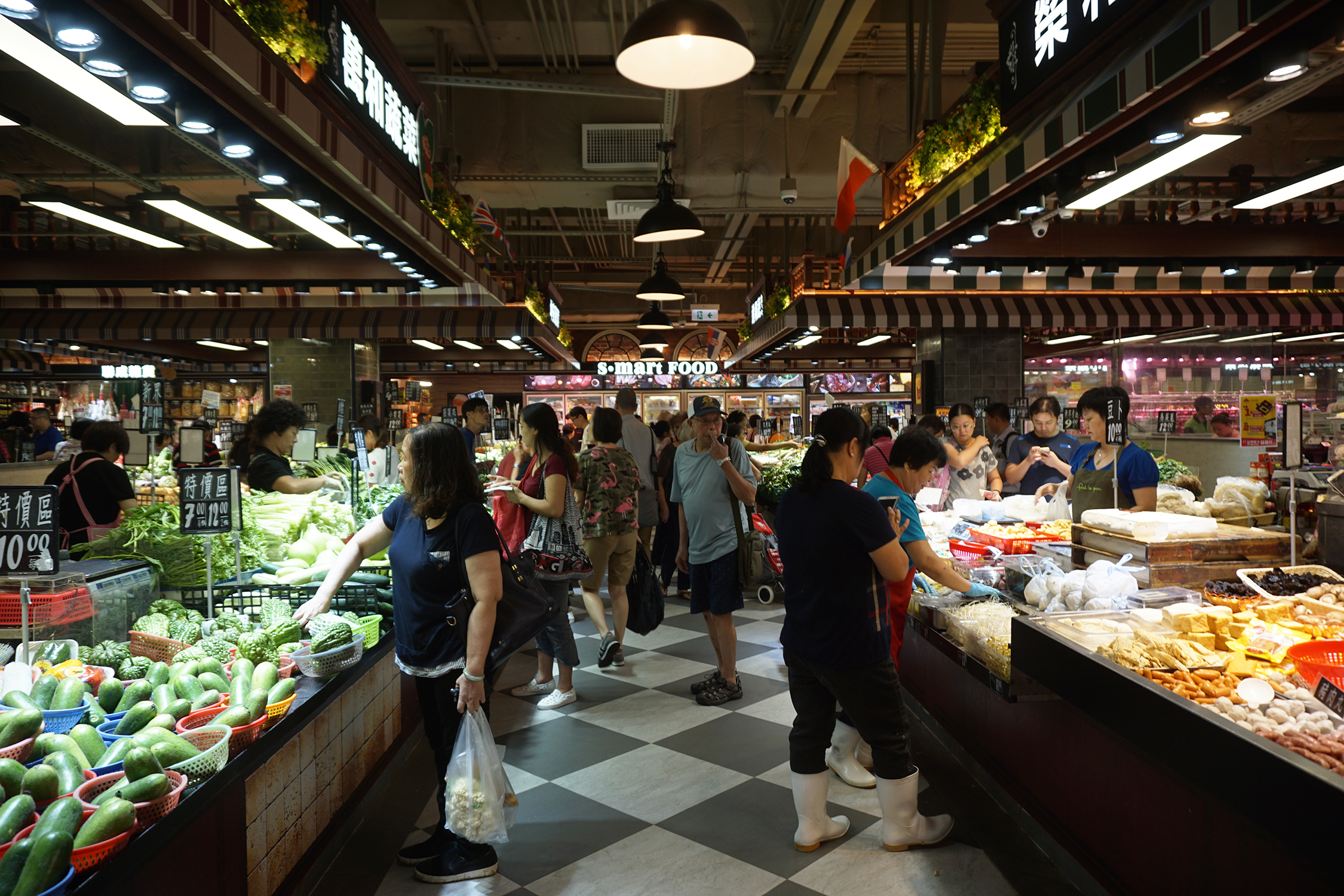
豆腐芽菜檔
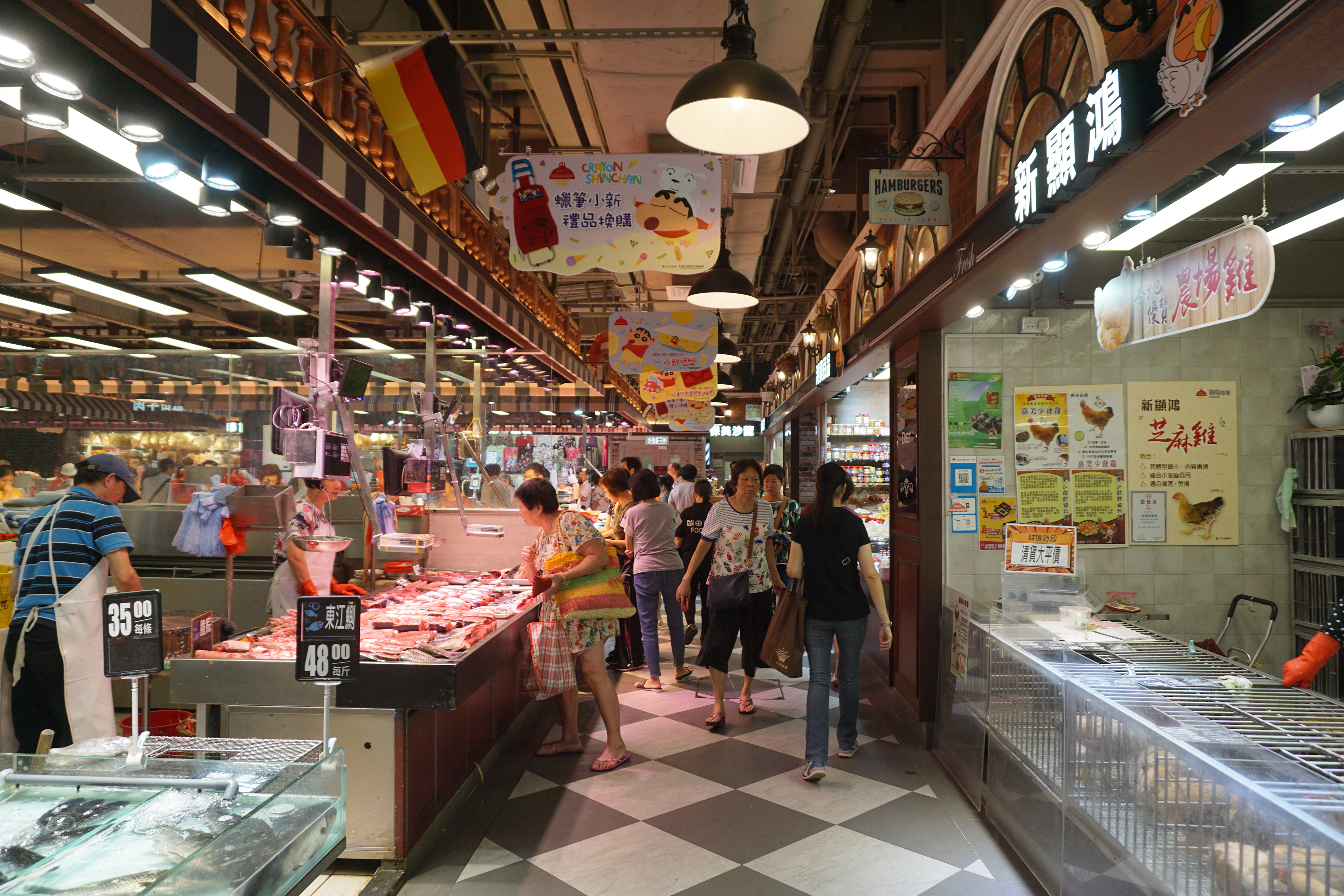
活雞檔
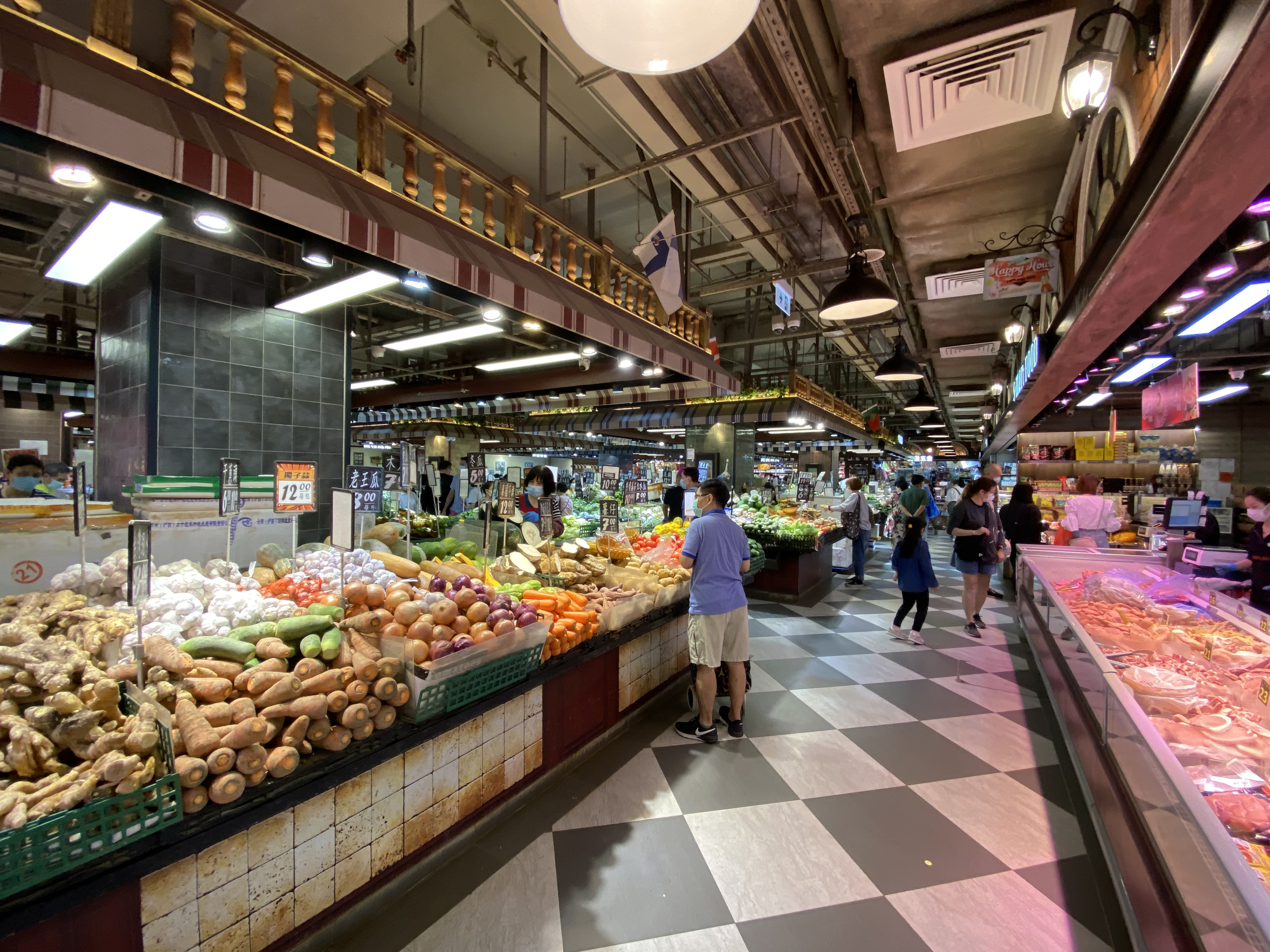
菜檔和凍肉檔
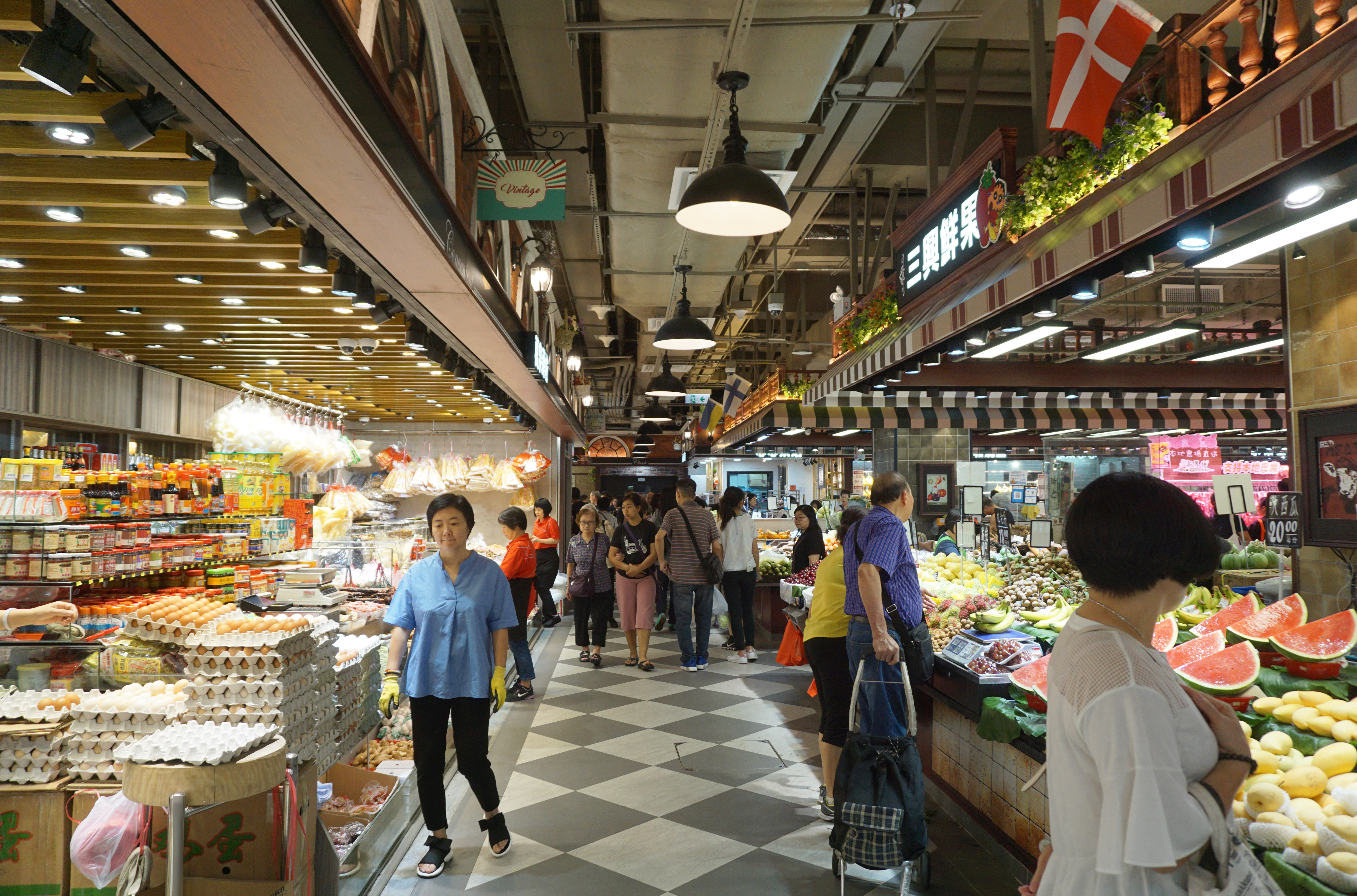
糧油雞蛋乾海產檔
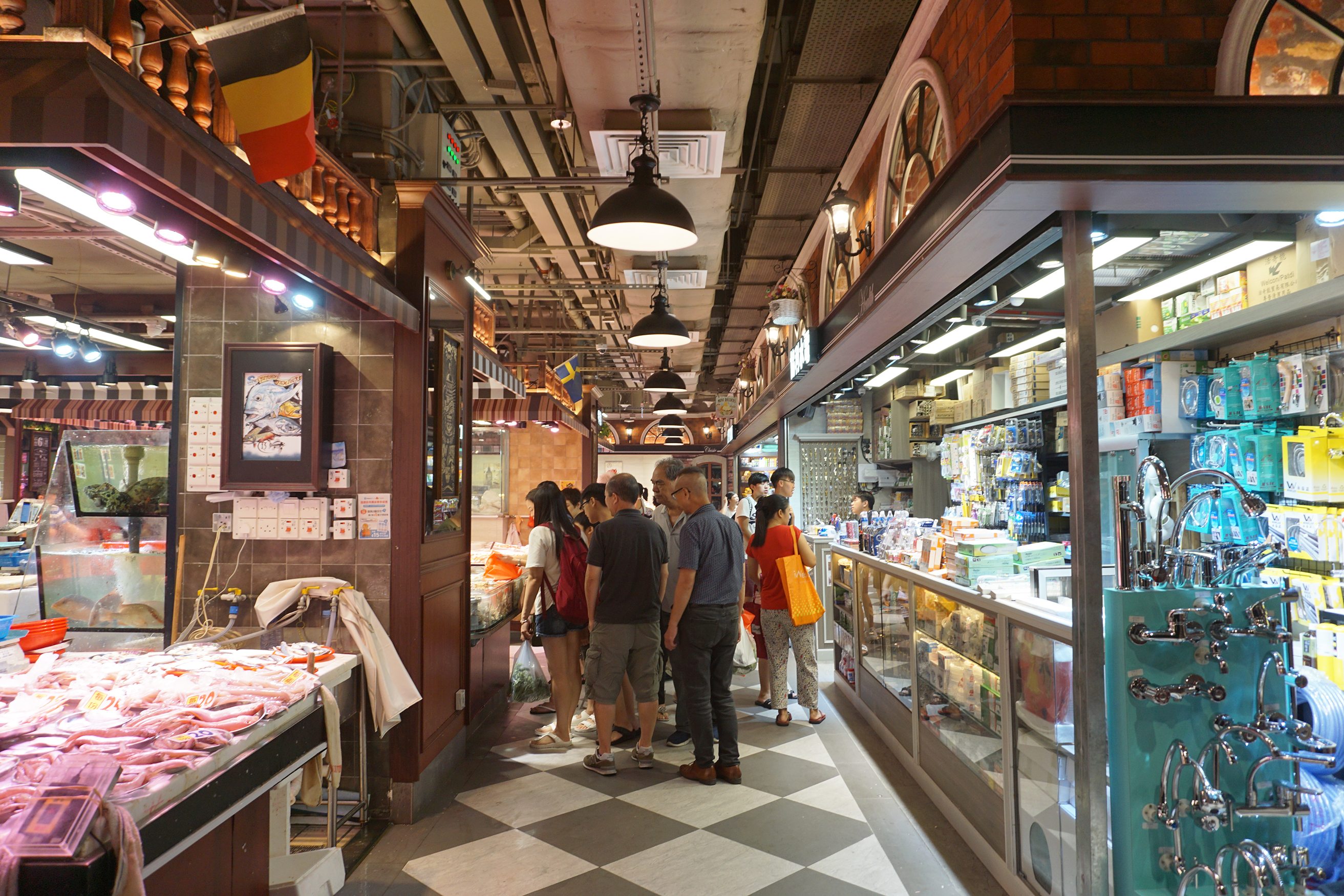
水電工程店
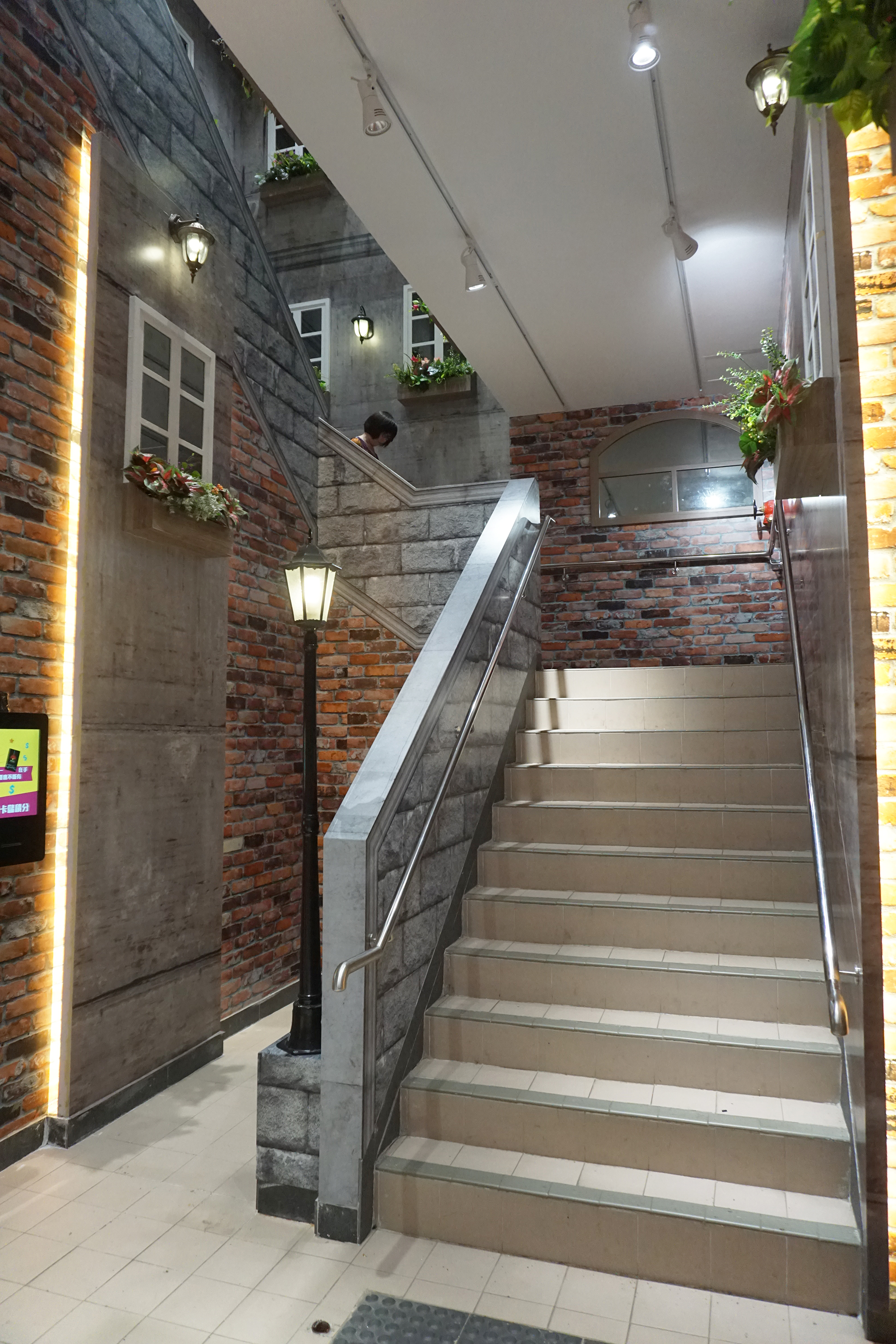
通往商場的樓梯，以英倫風格設計
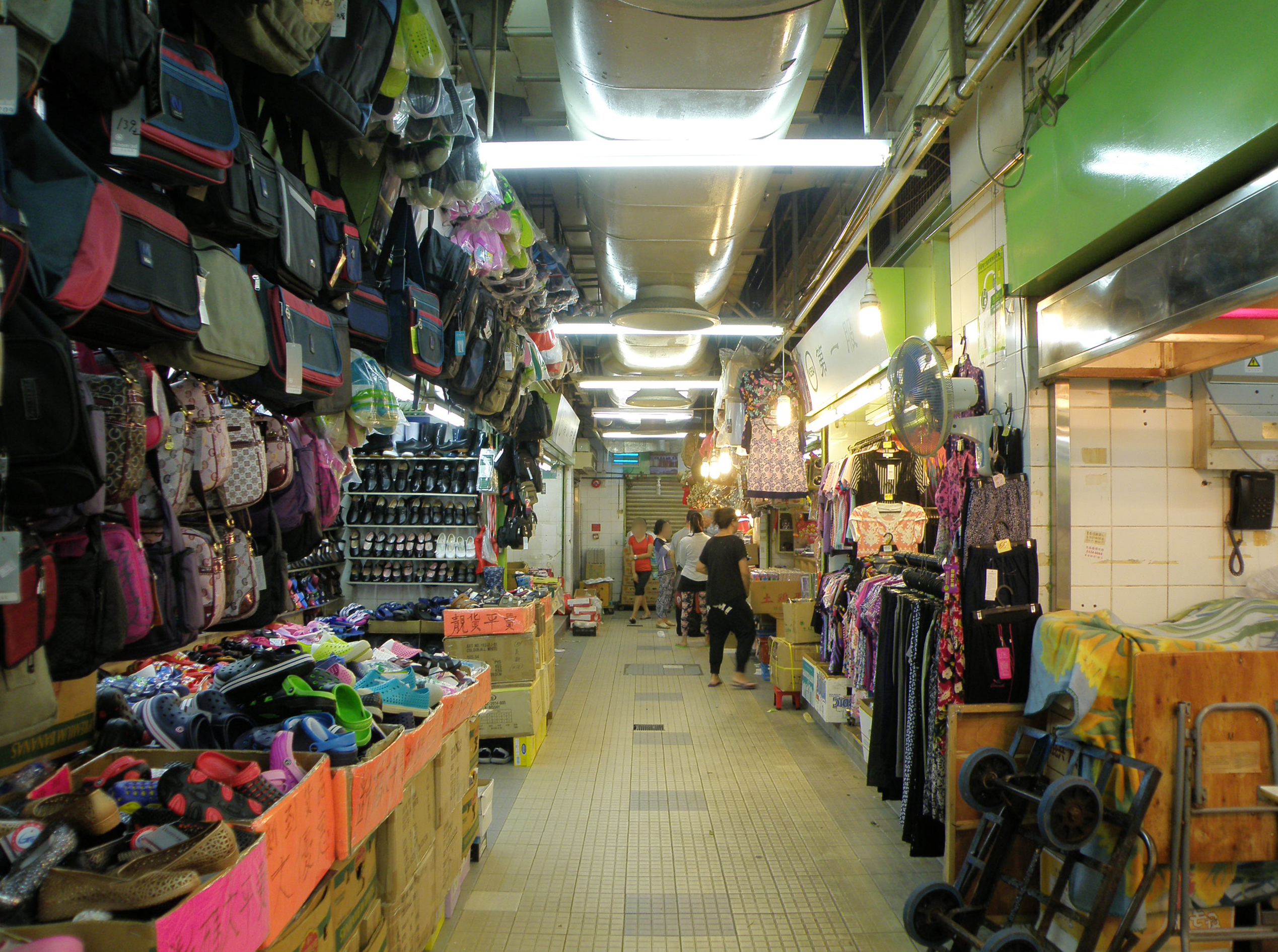
翻新前的啟田街市

### 新翼

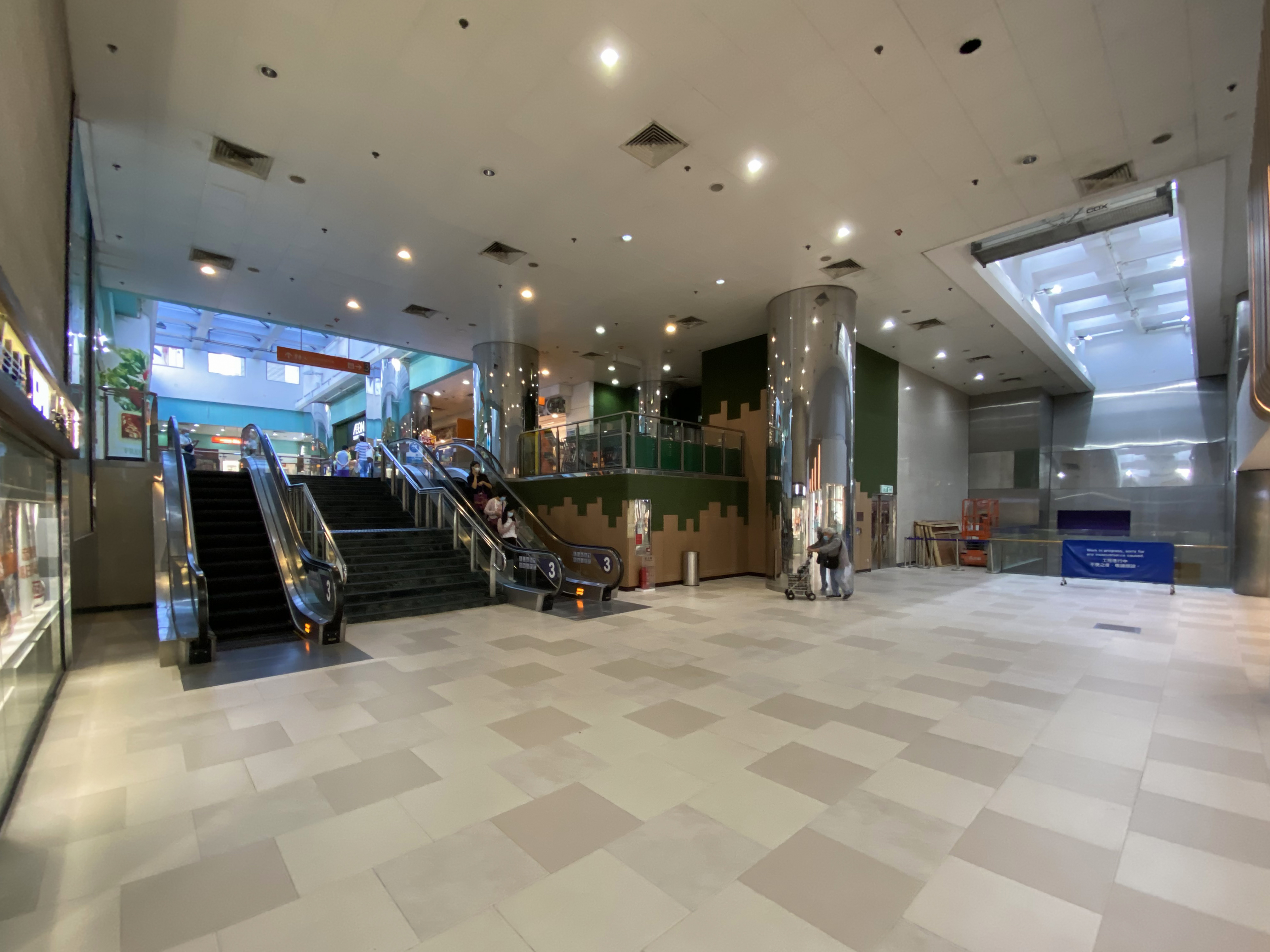
翻新後的3樓扶手電梯通往新翼

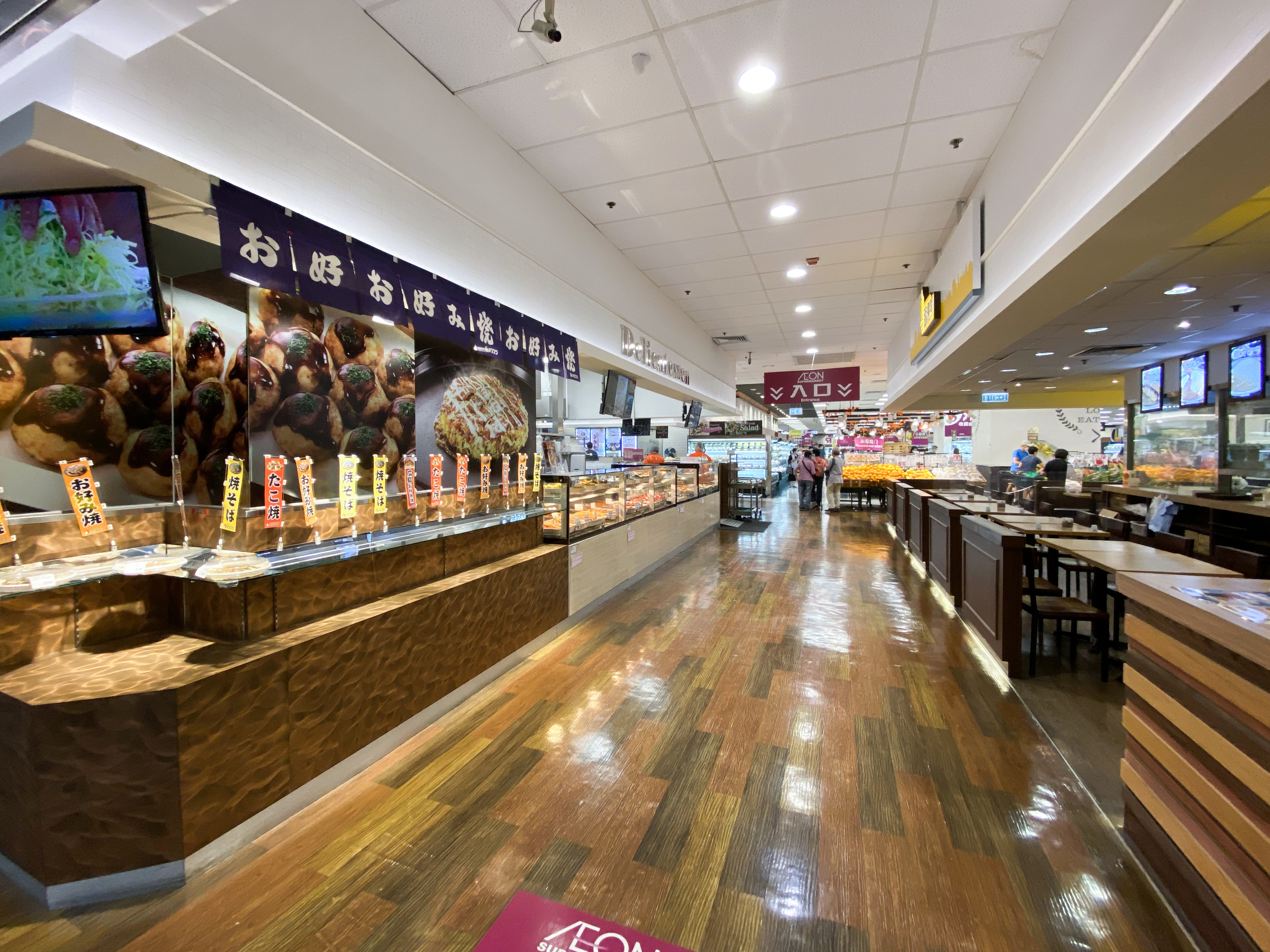
3樓AEON Supermarket（已結業）

啟田商場新翼於2003年落成，與此同時連同安田邨及平田公共運輸交匯處一併於2004年竣工；新翼同時為安田邨的基座。二樓設有天橋可通往平田邨，方便居民出入。中庭設天窗將天然光照進商場室內。

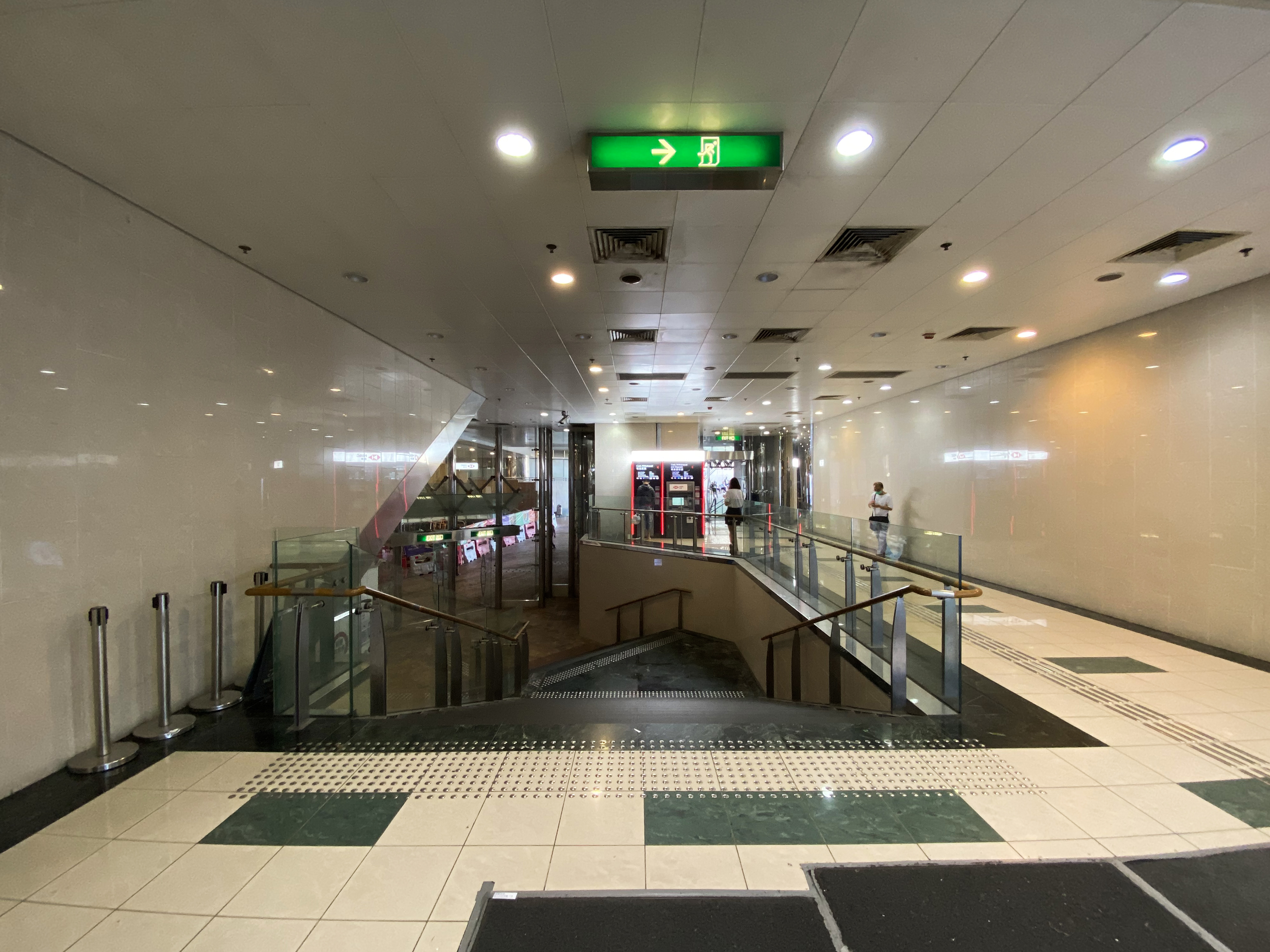
地下樓梯可通往啟田道和巴士站

## 商店
以下商戶僅作參考，並且會隨時有變動（只列出重點，並未列出所有商店）
| 舊翼 | 新翼 |
| - 7-11便利店 - 惠康超級市場 - 壽司郎 - 瓏苑酒樓 - 海港酒樓 - 大快活 - 天仁茗茶 - 馬拉松 - Dr.Kong - 賽馬會投注站 - 大昌食品市場 - 通寶行 - 啟田郵政局 - 啟田市場（由建華集團承包的街市） | - 肯德基 - 必勝客 - 名創優品 - 三聯書局 - 美國冒險樂園 - 759阿信屋 - 7-11便利店 - 萬寧 - 日本城 - 順便智能櫃（兩個、位於巴士站樓梯底旁） - 香港郵政「智郵站」（位於地下LK05號、往巴士站樓梯旁） |

### AEON SUPERMARKET 藍田店
2006年9月，「AEON SUPERMARKET藍田店」於新翼開業，佔地約31,000呎，當時以「JUSCO吉之島」品牌開幕，並曾經在2015年進行翻新工程，到2022年3月27日結業，具體結業原因不詳。不少顧客對超巿結業感到可惜，最後一晚落閘前夕，店長連同20多名店員和保安排在出口處兩旁，向離開的顧客拍手及點頭連聲「多謝晒！」。

## 翻新工程

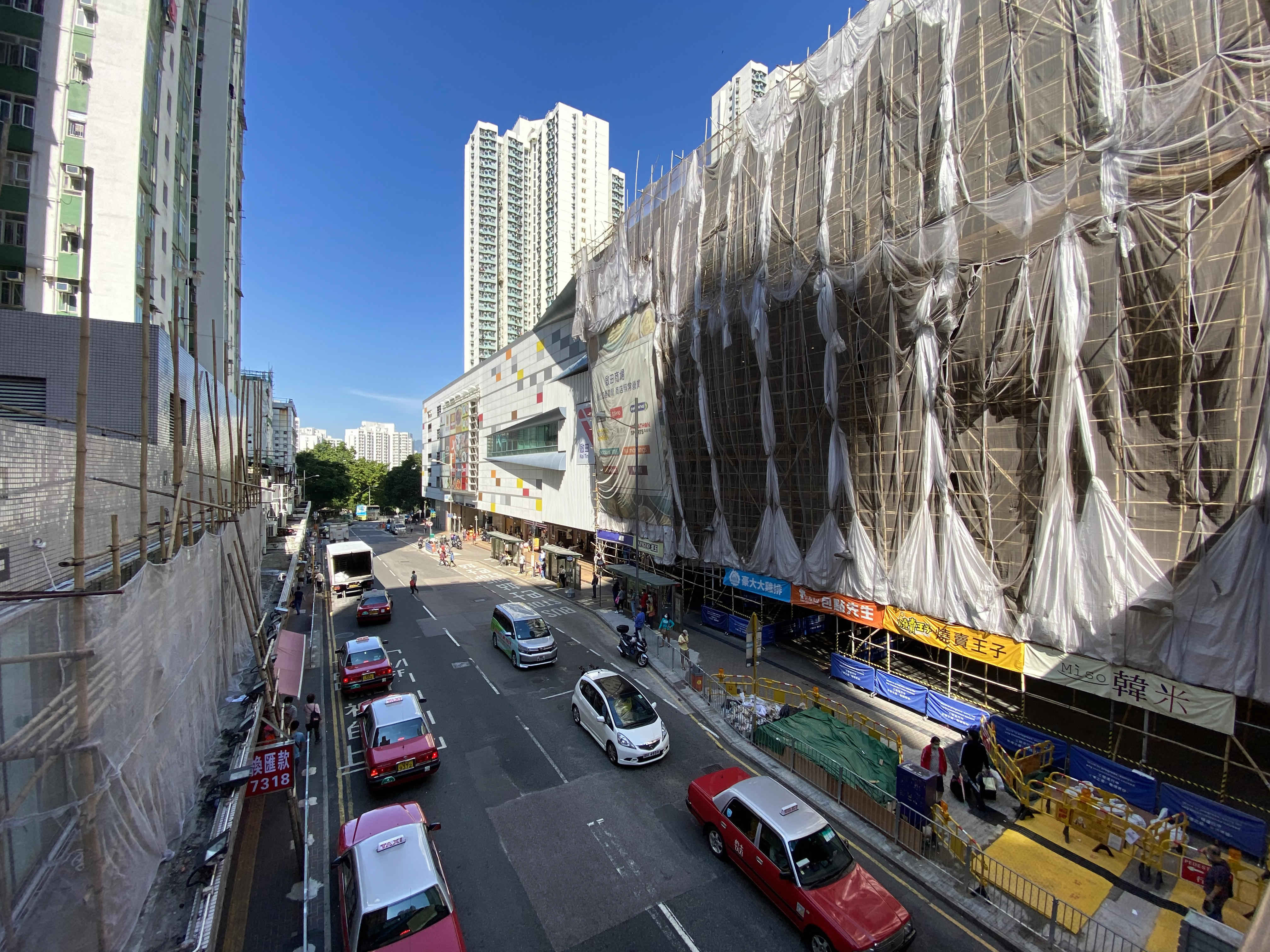
商場外牆翻新工程

領展已經為商場進行第一次翻新工程，原預計2018年底完成。但現時仍然繼續進行翻新工程，因此暫時未有完成日期。2020年4月起開始為商場外牆作翻新工程。2021年初翻新後地下廣場命名為Ktopia Garden，擺放了由本地插畫家b.wing設計的作品。

## 交通
商場提供460個泊車位，遍布於舊翼與新翼。